# San Luis Talpa
Pour les articles homonymes, voir San Luis.
San Luis Talpa est une municipalité du département de La Paz au Salvador, située au sud du pays. Située à environ 34 kilomètres de la capitale salvadorienne, San Salvador, San Luis Talpa abrite l'aéroport international du Salvador desservant principalement la capitale. 
Elle est limitée au nord par Tapalhuaca, San Juan Talpa et Olocuilta, au sud par l'Océan Pacífique, à l'est par San Pedro Masahuat et à l'ouest par La Libertad (département de La Libertad).